# Левобережный (торгово-складской комплекс)
Торгово-складской комплекс «Левобережный» (ЗАО «Левобережное», Торговый дом «Левобережный») — крупный оптово-розничный и складской комплекс, расположенный в Кировском районе Новосибирска. Основан в 1993 году.

## История
Торговое предприятие возникло на основе плодово-овощной базы Горплодовощторга, организованной в 1963 году. В 1964 году база была переименована в Первую плодоовощную базу.
В начале 1990-х годов Первую плодоовощную базу акционируют, и в 1993 году реорганизуют в ЗАО «Левобережное».

## Общие данные
К 2013 году общая площадь «Левобережного» составляла 250 000 м², здесь разместились 12 складов (более 40 000 м²), универсальный торговый комплекс (более 55 000 м²). Предприятие осуществляет торговлю продовольственными товарами, бытовой техникой, строительно-отделочными материалами, товарами для дома, магазинами мебели, одеждой, обувью и т. д.

## Сотрудники
К началу 2002 года число работников комплекса составляло 350 человек.

## Руководство
- Владимир Григорьевич Кальченко — генеральный директор[1][3].